# Biomasa (ecología)
La biomasa es la masa de organismos biológicos vivos en un área o ecosistema dado en un momento dado. La biomasa puede referirse a la biomasa de especies, que es la masa de una o más especies, o a la biomasa comunitaria, que es la masa de todas las especies de la comunidad. Puede incluir microorganismos, plantas o animales. La masa se puede expresar como la masa promedio por unidad de área, o como la masa total en la comunidad. 
La forma en que se mide la biomasa depende de su forma de medición. A veces, la biomasa se considera como la masa natural de organismos in situ, tal como son. Por ejemplo, en una pesquería de salmón, la biomasa de salmón podría considerarse como el peso húmedo total que tendría el salmón si fuera sacado del agua. En otros contextos, la biomasa se puede medir en términos de la masa orgánica seca, por lo que quizás solo el 30 % del peso real podría contar, el resto es agua. Para otros fines, solo cuentan los tejidos biológicos y se excluyen los dientes, huesos y conchas. En algunas aplicaciones, la biomasa se mide como la masa de carbono (C) unido orgánicamente que está presente en el ecosistema dado. 
La biomasa viva total en la Tierra es de aproximadamente 550–560 mil millones de toneladas C, y la producción primaria anual total de biomasa es de poco más de 100 mil millones de toneladas C/año. La biomasa viva total de bacterias puede ser tanto como la de plantas y animales o puede ser mucho menor. El número total de pares de bases de ADN en la Tierra, como una posible aproximación de la biodiversidad global, se estima en (5.3±3.6)×1037, y pesa 50 mil millones de toneladas.

## Pirámides ecológicas

Una pirámide ecológica ilustra cuánta energía se necesita a medida que la energía fluye hacia arriba para soportar el siguiente nivel trófico. Solo alrededor del 10% de la energía transferida entre cada nivel trófico se convierte en biomasa.

Una pirámide ecológica es una representación gráfica que muestra, para un ecosistema dado, la relación entre la biomasa o la productividad biológica y los niveles tróficos. 
- Una pirámide de biomasa muestra la cantidad de biomasa en cada nivel trófico.
- Una pirámide de productividad muestra la producción o la rotación de biomasa en cada nivel trófico.

Una pirámide ecológica proporciona una instantánea en el tiempo de una comunidad ecológica. 
La parte inferior de la pirámide representa a los productores primarios (autótrofos). Los productores primarios toman energía del medio ambiente en forma de luz solar o productos químicos inorgánicos y la usan para crear moléculas ricas en energía como los carbohidratos. Este mecanismo se llama producción primaria. La pirámide luego avanza a través de los diversos niveles tróficos hasta los depredadores del ápice en la parte superior. 
Cuando la energía se transfiere de un nivel trófico al siguiente, normalmente solo se utiliza el diez por ciento para construir nueva biomasa. El noventa por ciento restante se destina a procesos metabólicos o se disipa en forma de calor. Esta pérdida de energía significa que las pirámides de productividad nunca se invierten, y generalmente limita las cadenas alimentarias a unos seis niveles. Sin embargo, en los océanos, las pirámides de biomasa pueden invertirse total o parcialmente, con más biomasa a niveles más altos. 

## Biomasa terrestre
La biomasa terrestre generalmente disminuye notablemente en cada nivel trófico más alto (plantas, herbívoros, carnívoros). Ejemplos de productores terrestres son los pastos, árboles y arbustos. Estos tienen una biomasa mucho más alta que los animales que los consumen, como ciervos, cebras e insectos. El nivel con menos biomasa son los depredadores más altos en la cadena alimentaria, como los zorros y las águilas. 
En una pradera templada, los pastos y otras plantas son los principales productores en la parte inferior de la pirámide. Luego vienen los consumidores primarios, como saltamontes, topillos y bisontes, seguidos de los consumidores secundarios, musarañas, halcones y gatos pequeños. Finalmente los consumidores terciarios, grandes felinos y lobos. La pirámide de biomasa disminuye notablemente en cada nivel superior. 

## Biomasa oceánica
La biomasa marina o marina, en una inversión de la biomasa terrestre, puede aumentar a niveles tróficos más altos. En el océano, la cadena alimentaria generalmente comienza con fitoplancton y sigue el curso: 
 Fitoplancton → zooplancton → zooplancton depredador → alimentadores de filtro → peces depredadores 

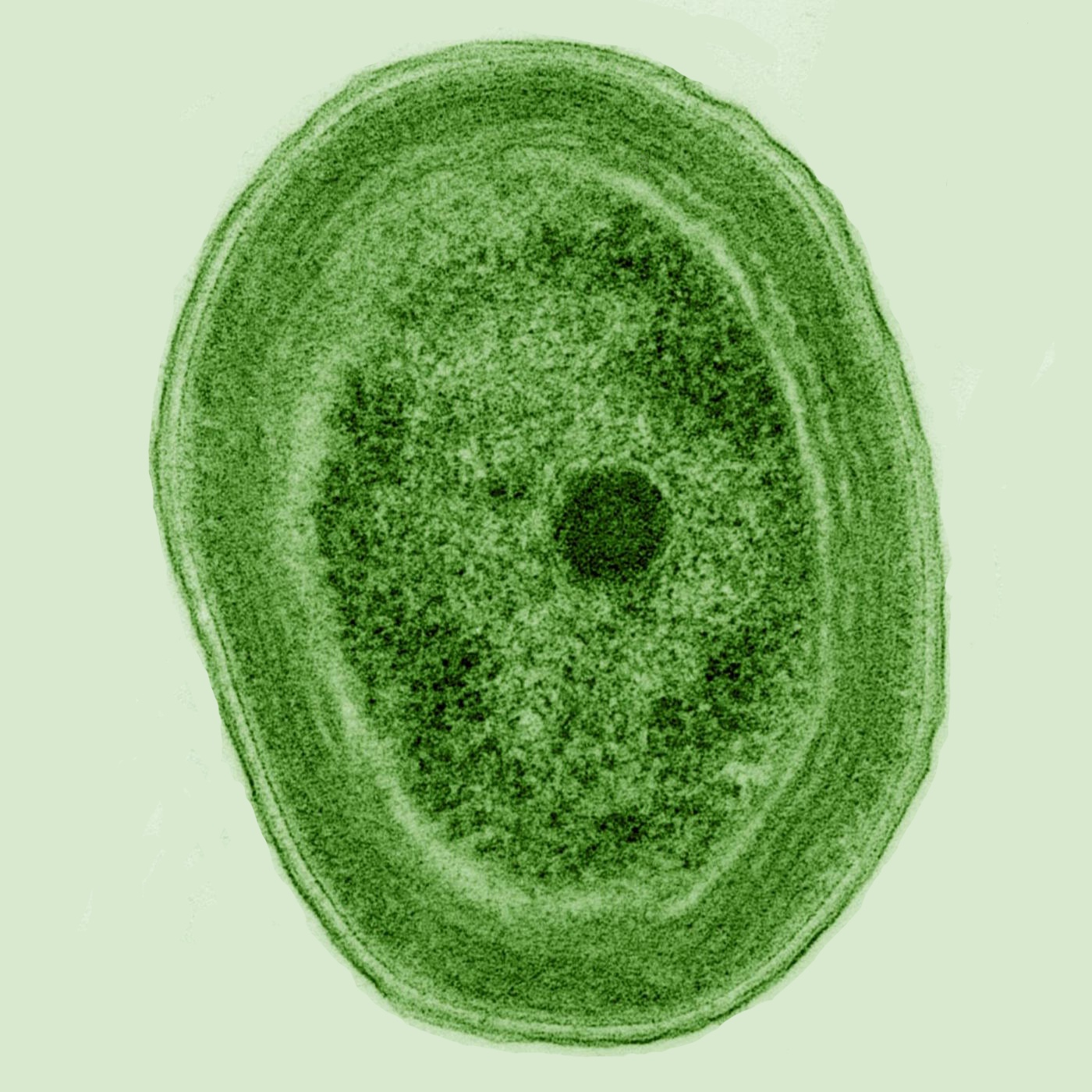

El fitoplancton es el principal productor primario en la parte inferior de la cadena alimentaria marina. El fitoplancton usa la fotosíntesis para convertir el carbono inorgánico en protoplasma. Luego son consumidos por animales microscópicos llamados zooplancton. 
El zooplancton comprende el segundo nivel en la cadena alimentaria e incluye pequeños crustáceos, como copépodos y kril, y la larva de peces, calamares, langostas y cangrejos. 
A su vez, el zooplancton pequeño es consumido tanto por zooplanctons depredadores más grandes, como el kril, como por peces forrajeros, que son peces pequeños que se alimentan por filtración. Esto constituye el tercer nivel en la cadena alimentaria. 
Un cuarto nivel trófico puede consistir en peces depredadores, mamíferos marinos y aves marinas que consumen peces forrajeros. Ejemplos son el pez espada, las focas y las alcatraces. 
Los depredadores de ápices, como las orcas, que pueden consumir focas, y los tiburones mako, que pueden consumir pez espada, constituyen un quinto nivel trófico. Las ballenas barbadas pueden consumir zooplancton y kril directamente, lo que lleva a una cadena alimentaria con solo tres o cuatro niveles tróficos. 
Los ambientes marinos pueden tener pirámides de biomasa invertidas. En particular, la biomasa de los consumidores (copépodos, kril, camarones, peces forrajeros) es mayor que la biomasa de los productores primarios. Esto sucede porque los productores primarios del océano son pequeños fitoplancton que son estrategas "r" que crecen y se reproducen rápidamente, por lo que una pequeña masa puede tener una tasa rápida de producción primaria. En contraste, los productores primarios terrestres, como los bosques, son estrategas K que crecen y se reproducen lentamente, por lo que se necesita una masa mucho mayor para lograr la misma tasa de producción primaria. 
Entre el fitoplancton en la base de la red alimentaria del océano hay miembros de un filo de bacterias llamadas cianobacterias. Las cianobacterias marinas incluyen los organismos fotosintéticos más pequeños conocidos. El más pequeño de todos, Prochlorococcus, tiene solo 0.5 a 0.8 micrómetros de ancho. En términos de números individuales, Prochlorococcus es posiblemente la especie más abundante en la Tierra: un solo mililitro de agua de mar superficial puede contener 100 000 células o más. En todo el mundo, se estima que hay varios octillones (~ 1027) de individuos. El proclorococo es ubicuo entre 40°N y 40°S y domina en las regiones oligotróficas (pobres en nutrientes) de los océanos. La bacteria representa aproximadamente el 20 % del oxígeno en la atmósfera de la Tierra y forma parte de la base de la cadena alimenticia del océano.

## Biomasa bacteriana
Normalmente hay 50 millones de células bacterianas en un gramo de suelo y un millón de células bacterianas en un mililitro de agua dulce. En un estudio muy citado de 1998, la biomasa bacteriana mundial se calculó erróneamente en 350 a 550 mil millones de toneladas de carbono, lo que equivale a entre 60 % y 100 % del carbono en las plantas. Estudios más recientes de microbios del fondo marino arrojan considerables dudas al respecto; un estudio en 2012 redujo la biomasa microbiana calculada en el fondo marino de los 303 billones de toneladas de C originales a solo 4.1 billones de toneladas de C, reduciendo la biomasa global de procariotas de 50 a 250 billones de toneladas de C. Más, si la biomasa promedio por célula de procariotas se reduce de 86 a 14 femtogramas C, entonces la biomasa global de procariotas se reduce a 13 a 44.5 miles de millones de toneladas de C, lo que equivale a entre 2.4 % y 8.1 % del Carbono en plantas. 
A partir de 2018, sigue habiendo cierta controversia sobre cuál es la biomasa bacteriana global. Un censo publicado por el PNAS en mayo de 2018 da para la biomasa bacteriana un valor de ~70 mil millones de toneladas de carbono, lo que equivale al 15 % de la biomasa total. Un censo realizado por el proyecto Deep Carbon Observatory publicado en diciembre de 2018 arroja una cifra menor de hasta 23 mil millones de toneladas de carbono.
| Ubicación geográfica    | Número de celdas (× 10 29 ) | Miles de millones de toneladas de carbono |
| ----------------------- | --------------------------- | ----------------------------------------- |
| Fondo oceánico          | 2.9 to 50                   | 4.1 to 303                                |
| Mar abierto             | 1.2                         | 1.7 to 10                                 |
| Suelo terrestre         | 2.6                         | 3.7 to 22                                 |
| Subsuperficie terrestre | 2.5 to 25                   | 3.5 to 215                                |

## Biomasa global

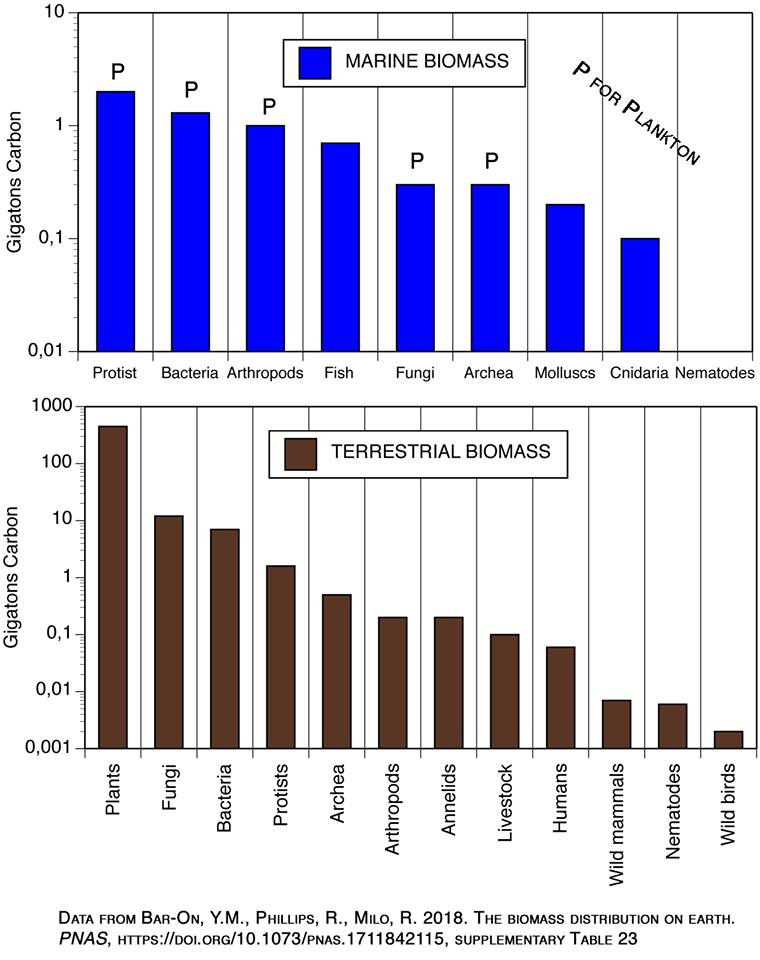
Biomasa por forma de vida.

Las estimaciones para la biomasa global de especies y grupos de nivel superior no siempre son consistentes en toda la literatura. La biomasa global total se ha estimado en aproximadamente 550 mil millones de toneladas C. La mayor parte de esta biomasa se encuentra en la tierra, con solo 5 a 10 mil millones de toneladas de C en los océanos. En tierra, hay aproximadamente 1000 veces más biomasa vegetal (fitomasa) que biomasa animal (zoomasa). Alrededor del 18 % de esta biomasa vegetal es consumida por los animales terrestres. Sin embargo, en el océano, la biomasa animal es casi 30 veces más grande que la biomasa vegetal. La mayor parte de la biomasa de las plantas oceánicas es consumida por los animales oceánicos.  
|           | nombre                       | número de especies | fecha de estimación  | recuento individual  | masa viva media del individuo | porcentaje de biomasa (seca) | número total de átomos de carbono | biomasa seca global en millones de toneladas | biomasa global húmeda (fresca) en millones de toneladas |
| --------- | ---------------------------- | ------------------ | -------------------- | -------------------- | ----------------------------- | ---------------------------- | --------------------------------- | -------------------------------------------- | ------------------------------------------------------- |
| Terrestre | Humanos                      | 1                  | 2019                 | 7.7 mil millones     | 50 kg (incl niños)            | 30%                          | 4015×1036                         | 105                                          | 385                                                     |
| Terrestre | Humanos                      | 1                  | 2005                 | 4.63 mil millones    | 62 kg (excl. niños)           |                              |                                   |                                              | 287                                                     |
| Terrestre | Ganado vacuno                | 1                  |                      | 1.3 mil millones     | 400 kg                        | 30%                          |                                   | 156                                          | 520                                                     |
| Terrestre | Ovejas y cabras              | 2                  | 2002                 | 1.75 mil millones    | 60 kg                         | 30%                          |                                   | 31.5                                         | 105                                                     |
| Terrestre | Gallinas                     | 1                  |                      | 24 mil millones      | 2 kg                          | 30%                          |                                   | 14.4                                         | 48                                                      |
| Terrestre | Hormigas                     | 12 649             |                      | 107–108 mil millones | 3×10−6 kg (0.003 gramos)      | 30%                          |                                   | 10–100                                       | 30-300                                                  |
| Terrestre | Lombrices                    | >7000              | 1881 Darwin          | 1.3×106 mil millones | 3 g                           | 30%                          |                                   | 1140–2280                                    | 3800–7600                                               |
| Terrestre | Termitas                     | >2800              | 1996                 |                      |                               |                              |                                   |                                              | 445                                                     |
| Marino    | Ballena azul                 | 1                  | Pre-caza de ballenas | 340 000              |                               | 40%                          |                                   |                                              | 36                                                      |
| Marino    | Ballena azul                 | 1                  | 2001                 | 4700                 |                               | 40%                          |                                   |                                              | 0.5                                                     |
| Marino    | Pescado                      | >10 000            | 2009                 |                      |                               |                              |                                   |                                              | 800-2000                                                |
| Marino    | Krill                        | 1                  | 1924–2004            | 7.8×1014             | 0.486 g                       |                              |                                   |                                              | 379                                                     |
| Marino    | Copépodos (zooplancton)      | 13 000             |                      |                      | 10−6–10−9 kg                  |                              | 1×1037                            |                                              |                                                         |
| Marino    | Cianobacteria (picoplancton) | ?                  | 2003                 |                      |                               |                              |                                   |                                              | 1000                                                    |
| Global    | Procariotas (bacteria)       | ?                  | 2018                 | 1×1031 cells         |                               |                              |                                   | 23 000–70 000                                |                                                         |

Los seres humanos comprenden alrededor de 100 millones de toneladas de biomasa seca de la Tierra, los animales domesticados alrededor de 700 millones de toneladas, las lombrices de tierra de más de 1100 millones de toneladas  y los cultivos anuales de cereales de alrededor de 2.3 mil millones de toneladas.
 

La especie animal más exitosa, en términos de biomasa, puede ser el krill antártico, Euphausia superba, con una biomasa fresca cercana a los 500 millones de toneladas, aunque el ganado doméstico también puede alcanzar estas inmensas cifras. [cita requerida]  Sin embargo, como grupo, los pequeños crustáceos acuáticos llamados copépodos pueden formar la mayor biomasa animal en la tierra. Un artículo de 2009 en Science estima, por primera vez, la biomasa mundial total de peces en algún lugar entre 0.8 y 2.0 mil millones de toneladas. Se ha estimado que aproximadamente el 1% de la biomasa global se debe al fitoplancton y el 25% se debe a los hongos.

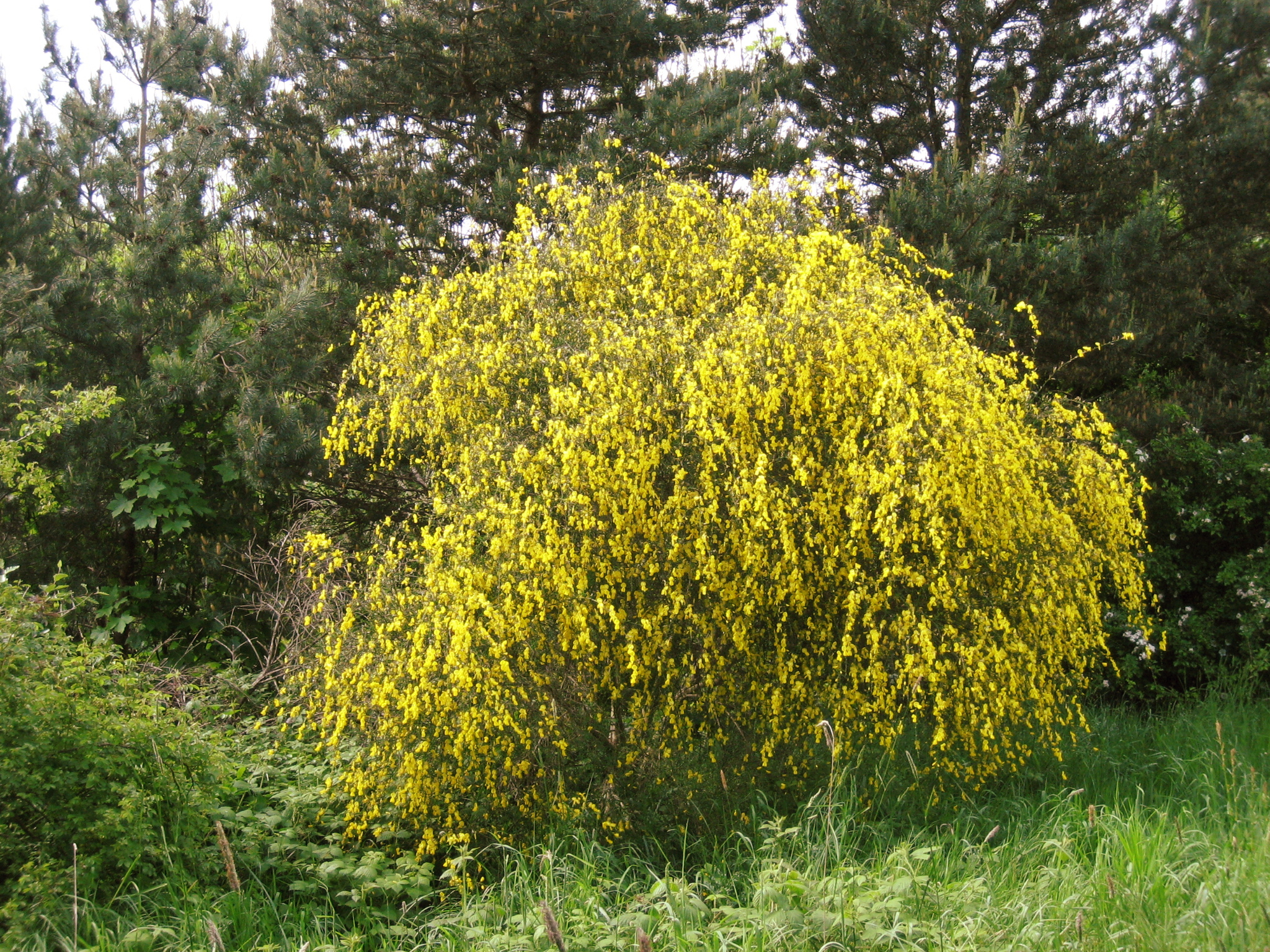
Los pastos, árboles y arbustos tienen una biomasa mucho más alta que los animales que los consumen.
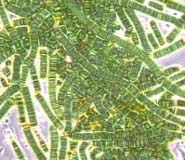
La biomasa total de bacterias puede ser igual a la de las plantas.
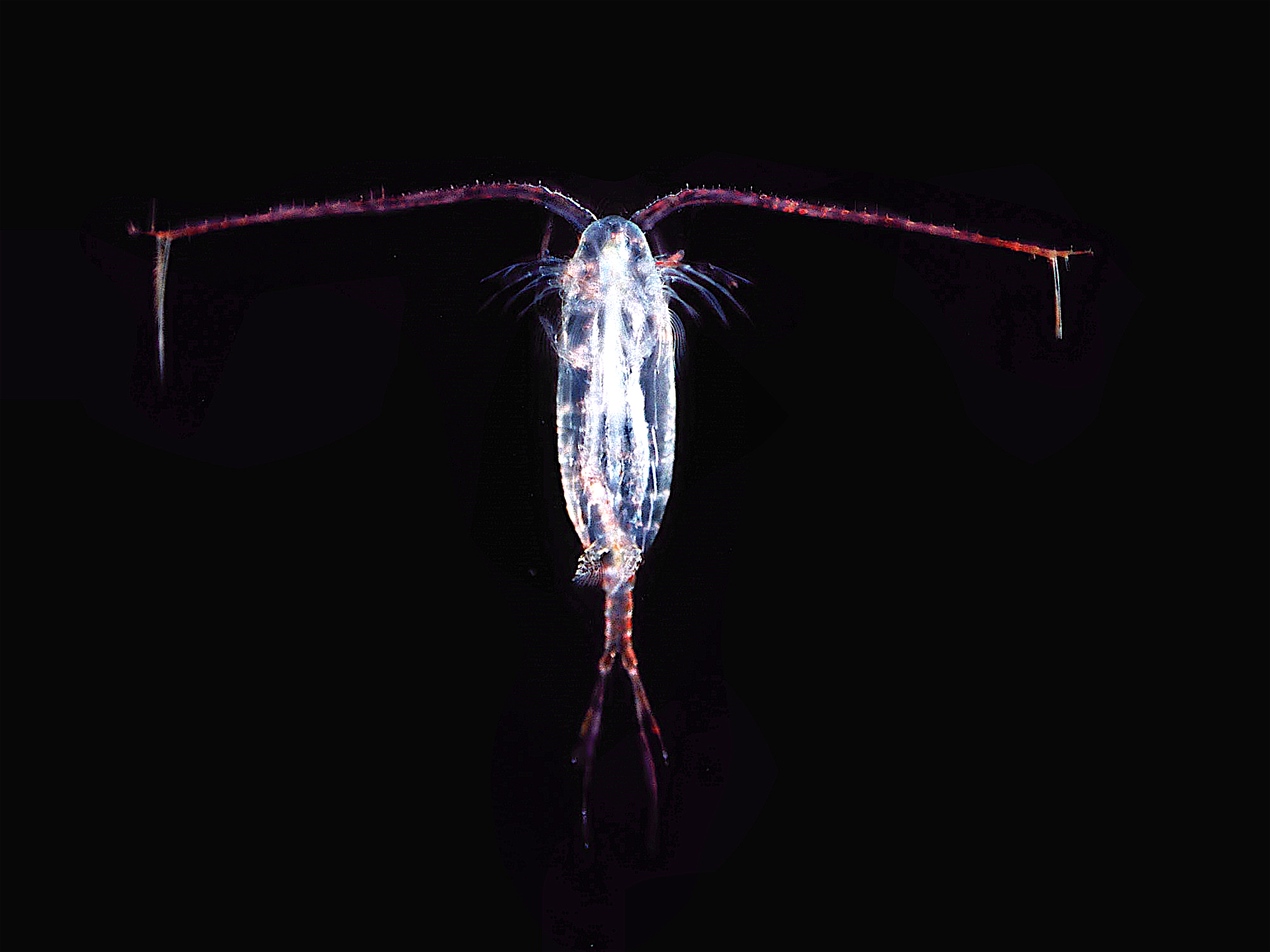
Los copépodos pueden formar la biomasa más grande de cualquier grupo de especies animales.
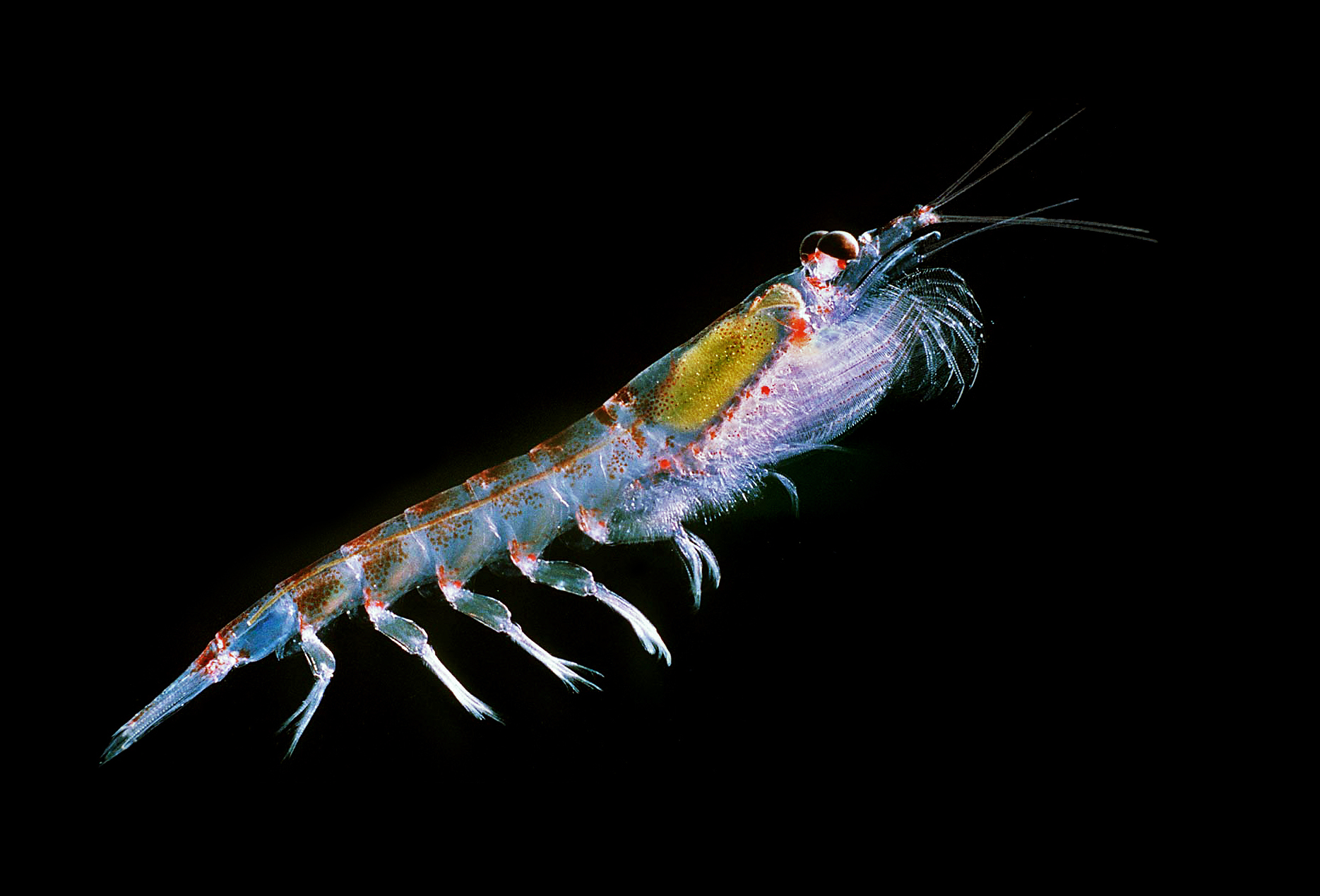
El krill antártico forma una de las biomasas más grandes de cualquier especie animal individual.
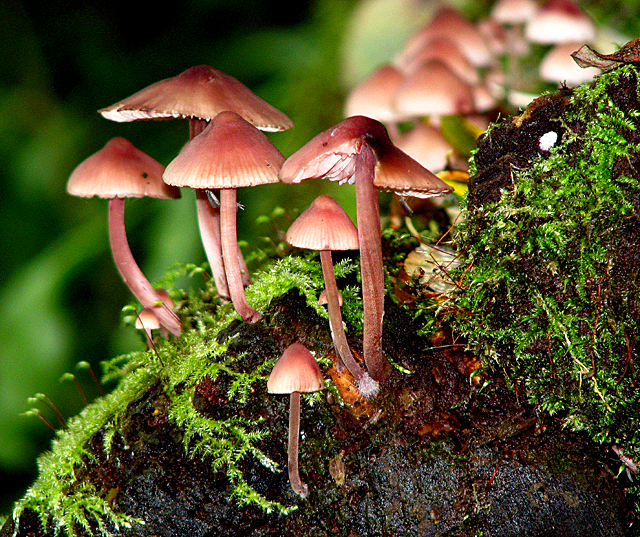
Se ha afirmado que los hongos representan el 25 % de la biomasa global.

## Tasa de producción global

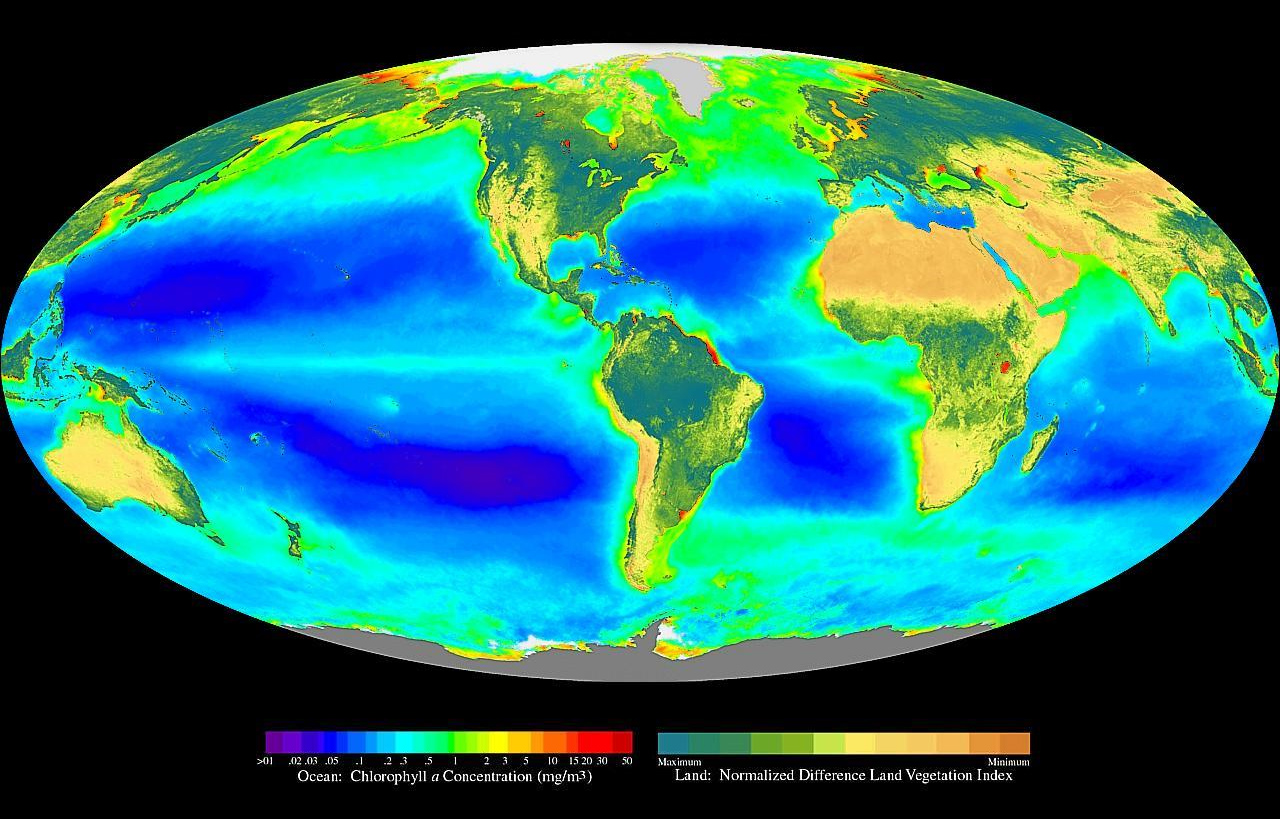
A nivel mundial, los hábitats terrestres y oceánicos producen una cantidad similar de biomasa nueva cada año (56.4 mil millones de toneladas C terrestres y 48.5 mil millones de toneladas C oceánicas).

La producción primaria neta es la tasa a la que se genera nueva biomasa, principalmente debido a la fotosíntesis. La producción primaria global se puede estimar a partir de observaciones satelitales. Los satélites escanean el índice de vegetación de diferencia normalizado (NDVI) sobre los hábitats terrestres, y escanean los niveles de clorofila en la superficie del mar sobre los océanos. Esto da como resultado 56.4 mil millones de toneladas C/año (53.8 %), para la producción primaria terrestre, y 48.5 mil millones de toneladas C/año para la producción primaria oceánica. Por lo tanto, la producción primaria fotoautotrófica total para la Tierra es de aproximadamente 104,9 mil millones de toneladas C/año. Esto se traduce en aproximadamente 426 gC/m²/año para la producción de tierra (excluyendo áreas con cubierta de hielo permanente) y 140 gC/m²/año para los océanos. 
Sin embargo, hay una diferencia mucho más significativa en las existencias permanentes: si bien representan casi la mitad de la producción anual total, los autótrofos oceánicos representan solo alrededor del 0.2 % de la biomasa total. Los autótrofos pueden tener la mayor proporción global de biomasa, pero los microbios los rivalizan o superan de cerca.
Los ecosistemas terrestres de agua dulce generan aproximadamente el 1.5 % de la producción primaria neta global.
Algunos productores mundiales de biomasa en orden de tasas de productividad son 
| Productor           | Productividad de la biomasa (gC/m²/año) | Fuente | Área total (millones de km²) | Fuente | Producción total (mil millones de toneladas C/año) |
| ------------------- | --------------------------------------- | ------ | ---------------------------- | ------ | -------------------------------------------------- |
| Pantanos y marismas | 2500                                    | [ 3 ]  |                              |        |                                                    |
| Selvas tropicales   | 2000                                    | [ 53 ] | 8                            |        | dieciséis                                          |
| Arrecifes de coral  | 2000                                    |        | 0.28                         | [ 54 ] | 0.56                                               |
| Camas de algas      | 2000                                    |        |                              |        |                                                    |
| Estuarios de ríos   | 1800                                    |        |                              |        |                                                    |
| Bosques templados   | 1250                                    |        | 19                           |        | 24                                                 |
| Tierras cultivadas  | 650                                     | [ 55 ] | 17                           |        | 11                                                 |
| Tundras             | 140                                     |        |                              |        |                                                    |
| Mar abierto         | 125                                     |        | 311                          |        | 39                                                 |
| Desiertos           | 3                                       |        | 50                           |        | 0.15                                               |